# Língua paunaka
A língua Pauna, Paunaka, é uma língua Aruaque quase desconhecida da América do Sul. É uma língua extremamente ameaçada de extinção, que pertence ao ramo sul da família linguística aruaque, sendo falada na área boliviana da Chiquitania, perto de  Santa Cruz e norte de Gran Chaco. O sufixo -ka é um morfema plural da língua chiquitana, mas foi assimilado em Pauna.
Poderia haver uma relação com a extinta língua Paiconeca, que também fazia parte da família aruaque. Aikhenvald (1999) lista Paiconeca como uma língua separada, mas Kaufman (1994) a incluiu como um dialeto de Pauna.
A colonização espanhola mudou todo um continente. As línguas indígenas foram deslocadas e substituídas e as gerações mais jovens não se mantiveram mais em contato com suas raízes linguísticas. Espanhol e Chiquitano tornaram-se as principais línguas desta área boliviana, e especialmente o espanhol é o meio de ensino nas escolas. Devido a esse fato, as crianças estão se concentrando no espanhol, em vez de suas línguas originais.
Atualmente restam aproximadamente dez falantes e semi-falantes, que vivem na parte oriental da Bolívia entre os povos Chiquitanos. No entanto, 150 pessoas sentem-se parte do grupo étnico, dos quais alguns ainda podem entender Paunaka. A língua e cultura Paunaka está atualmente sob pesquisa.

## Escrita
A língua Pauna usa o alfabeto latino sem as letras F, Q, V, X, Z, H (exceto em Ch). Usam-se as formas Ä, Ë, Ï, Ö, Ü e Ñ

## Amostra de texto
Tikechunube chënachë kupisaire tiyuikukubu chisemaikukubu yetiko nebuyu chisimuku isini tinikukuiku chieche, Echu kupisaire chiyeseikuchi chieche pero echu kuina kompirauchi. Echu kupisaire tikujemu chamayu. Tanëma echu kupisaire pensau chenkañaraupuchi echu isini i tikechiuchi: “!Pisamuka! kapano tujÿveiku tijïmamapui i chijarerepaikakena tumuyubuiu echy mukiankajane.

Espanhol
Dicen que un zorro caminaba buscando comida cuando encontró un tigre comiendo carne. El zorro le pidió carne pero esto no le invitó. El zorro se enojó muchísimo. Entonces el zorro pensó engañarlo al tigre y le dijo: “¡Escuchá!, viene un viento fuerte y arrastará por el suelo a toditos los animales.”

Português 
Diz-se que uma raposa andava à procura de comida quando encontrou um tigre comendo carne. A raposa pediu carne, mas não esse não a convidou. A raposa ficou muito zangada. Então a raposa pensou em enganar o tigre e disse: "Escute! Um vento forte vem e arrastará todos os animais por todo o chão."